# Fontaines de Pertuis

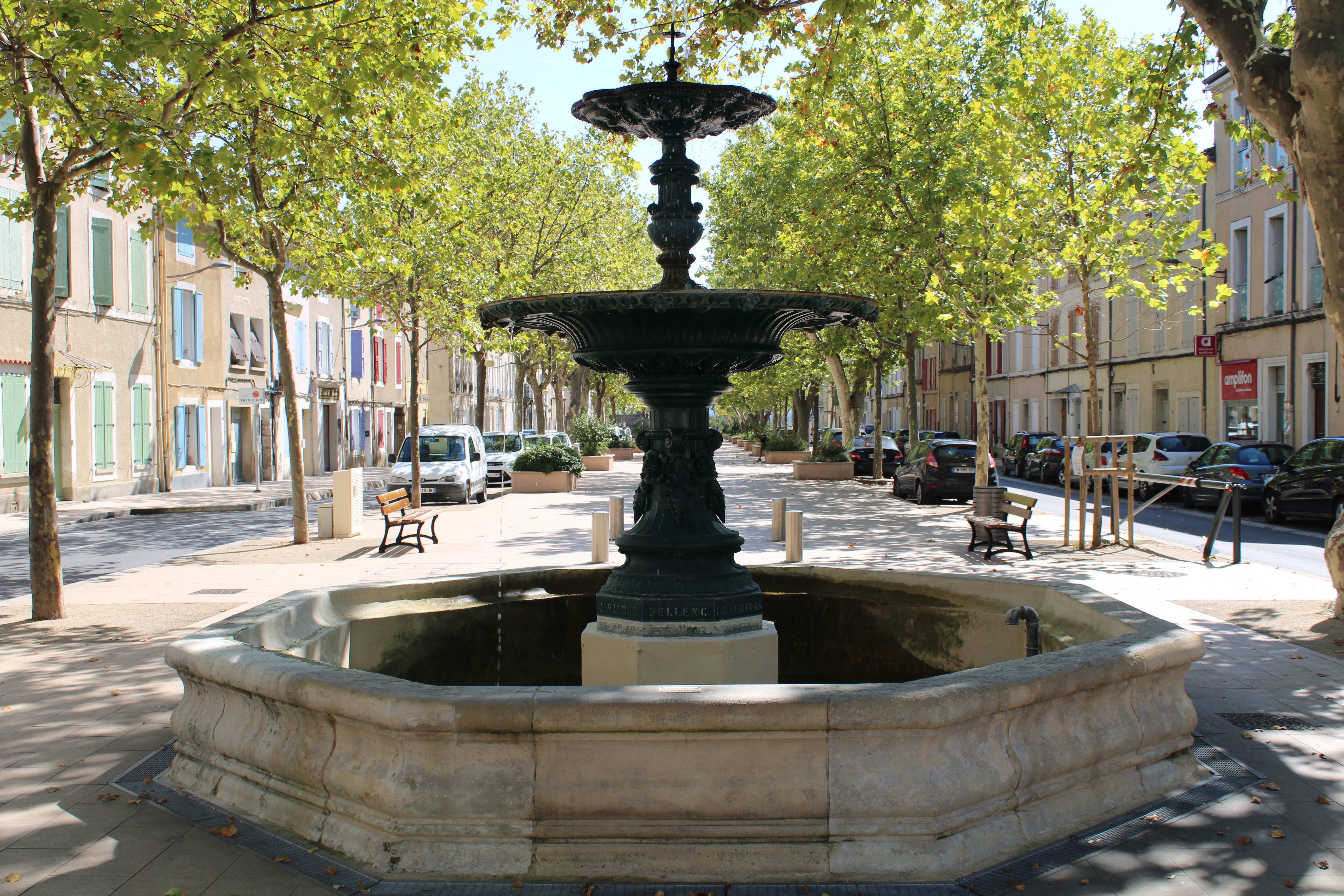
La fontaine «Verte», Cours de la République (2021)

Pertuis (Vaucluse, France) est le siège et la capitale économique du Pays d'Aigues (le « pays des eaux »), autour du village de La Tour d'Aigues, dans le sud du Luberon.

## Historique
Dans le sous-sol, fait de molasse du miocène – laissant aisément s’infiltrer l’eau de pluie – se forment des nappes temporaires sur une couche d'argile imperméable.
À Pertuis, bourg historiquement agricole, l'eau et son acheminement est une problématique récurrente de la vie de l'ancienne villa romaine, puis du village médiéval. De plus, l'endroit était le seul point de passage de la Durance au nord d'Aix-en-Provence, pour rejoindre les voies alpines. 
Pourtant, il n'y exista pas de point d'eau public avant le XVIe siècle. Durant l'Antiquité romaine, l'Eze et des petits canaux tirés assuraient un approvisionnement régulier en eau aux installations agricoles ; des puits privés assurèrent ensuite la majeure partie de l'alimentation en eau domestique pendant le Moyen-Âge jusqu'à la Renaissance, mais dès que la sècheresse se faisait sentir, les puits s’asséchaient.
Un couvent des Capucins s’installe en 1643, à l’extérieur des remparts (actuelle place Jaurès). Ils tirent des canalisations pour capter la source qu’André Bonnaud leur concède et créent, au prix de nombreux efforts et péripéties, un immense bassin. Les Ursulines s'installent à la même époque et font de même dans leur grand jardin – au centre actuel du village entre la rue Colbert et la place Granier – grâce à la source d’un dénommé Pierre Charles Payan au quartier «Ribes Hautes». Ces accès à l'eau demeurent néanmoins privatifs et la population souffre toujours à cette époque d'un manque d'accès publics à l'eau.

## Liste de fontaines par quartier
Voici la liste des principales fontaines et sources publiques du village, par quartier:

### Place de l'Ange
La fontaine de l'Ange est la plus ancienne fontaine à l'intérieur du village. Située au cœur historique, elle était également l'unique source d'eau à l'intérieur des remparts médiévaux. 
Au début du XVIe siècle, le débit est insuffisant pour la population, alors en forte augmentation. Le conseil de ville de Pertuis décide de dériver une source abondante au Font de Viade, à la limite du territoire de Pertuis et de la Tour d'Aigues. Ceci déclencha une contestation armée des habitants de La Tour d'Aigues: un arbitrage dut alors intervenir et le seigneur de la Tour d'Aigues, François de Boliers, ne céda l'eau de Viade que contre 200 coupes «de bon et vieux vin rouge». 
Elle est reconstruite en 1509 ; et son état actuel date de 1620 : bassin octogonal, urne godronnée au centre, cantonnée de quatre «masques» qui déversent l'eau (voir photos).

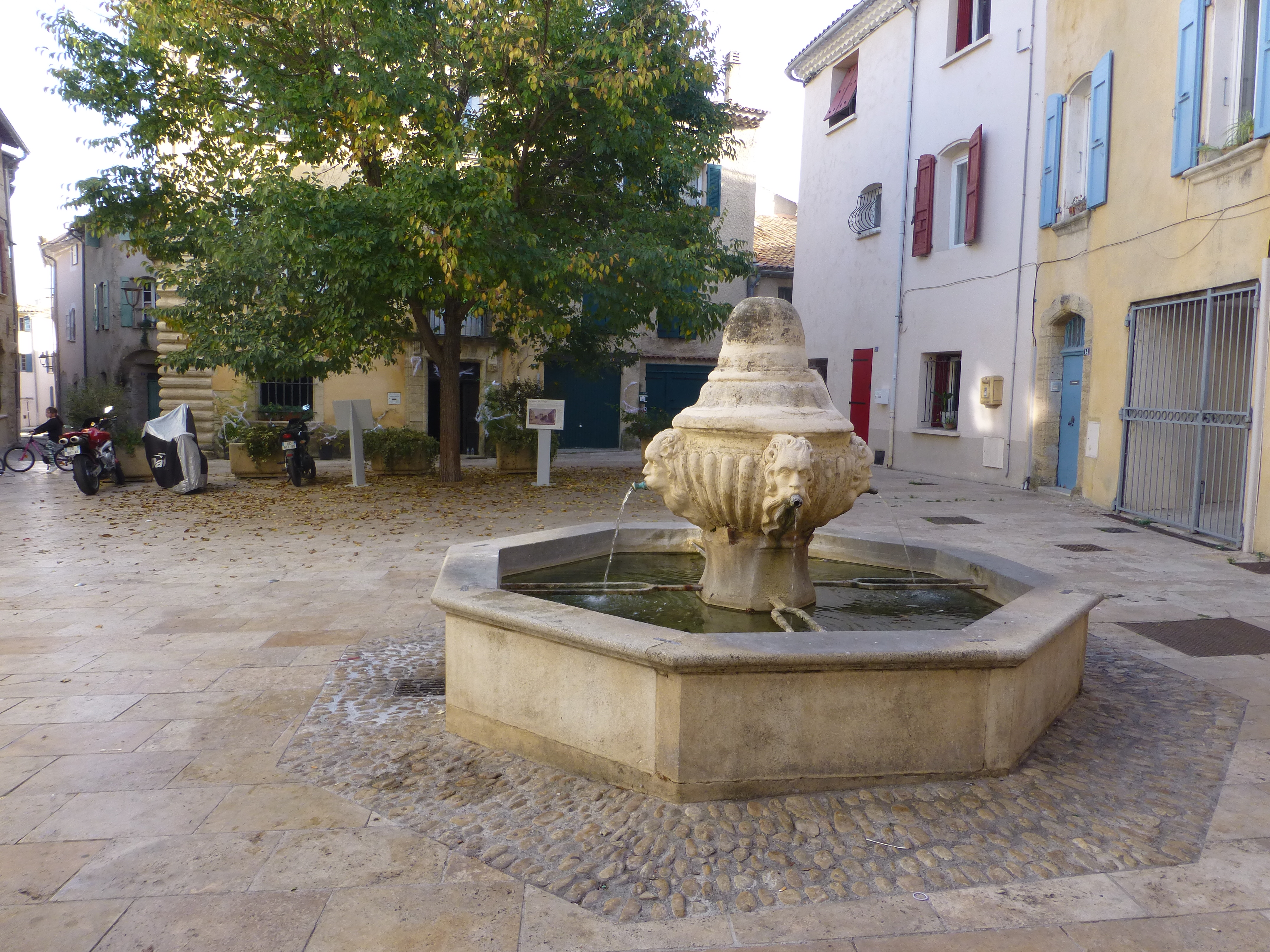
Fontaine de l'Ange, Place de l'Ange (2022) ;
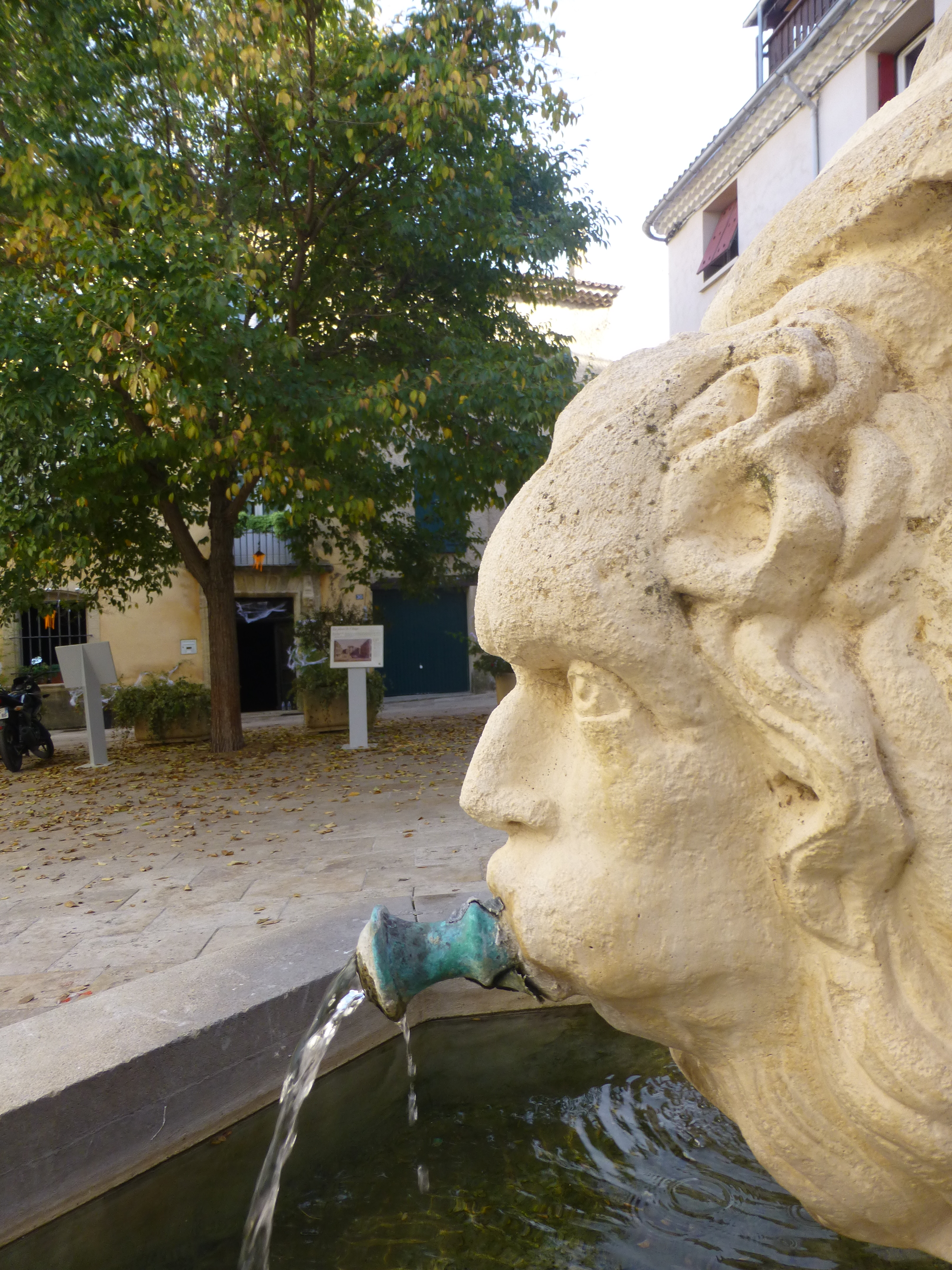
Détail d'un masque de la Fontaine de l'Ange (2022).

### Place de la Diane
La fontaine de Diane est le point d'eau le plus ancien de Pertuis. Elle est située juste en dessous des remparts médiévaux, à l'emplacement des lices qu'on appelait «l'aubarestière», lieu où s'entrainaient les arbalétriers. Elle est construite comme fontaine d'ornement en 1830: composée d'une bordure en pierre de taille ; au centre un rocher en calcaire recouvert par de la mousse – au moins depuis le tournant du XXe siècle.
Elle est construite sur l'emplacement d'un ancien abreuvoir d'origine antique, qu'on appelle en provençal : l'abeuraire.

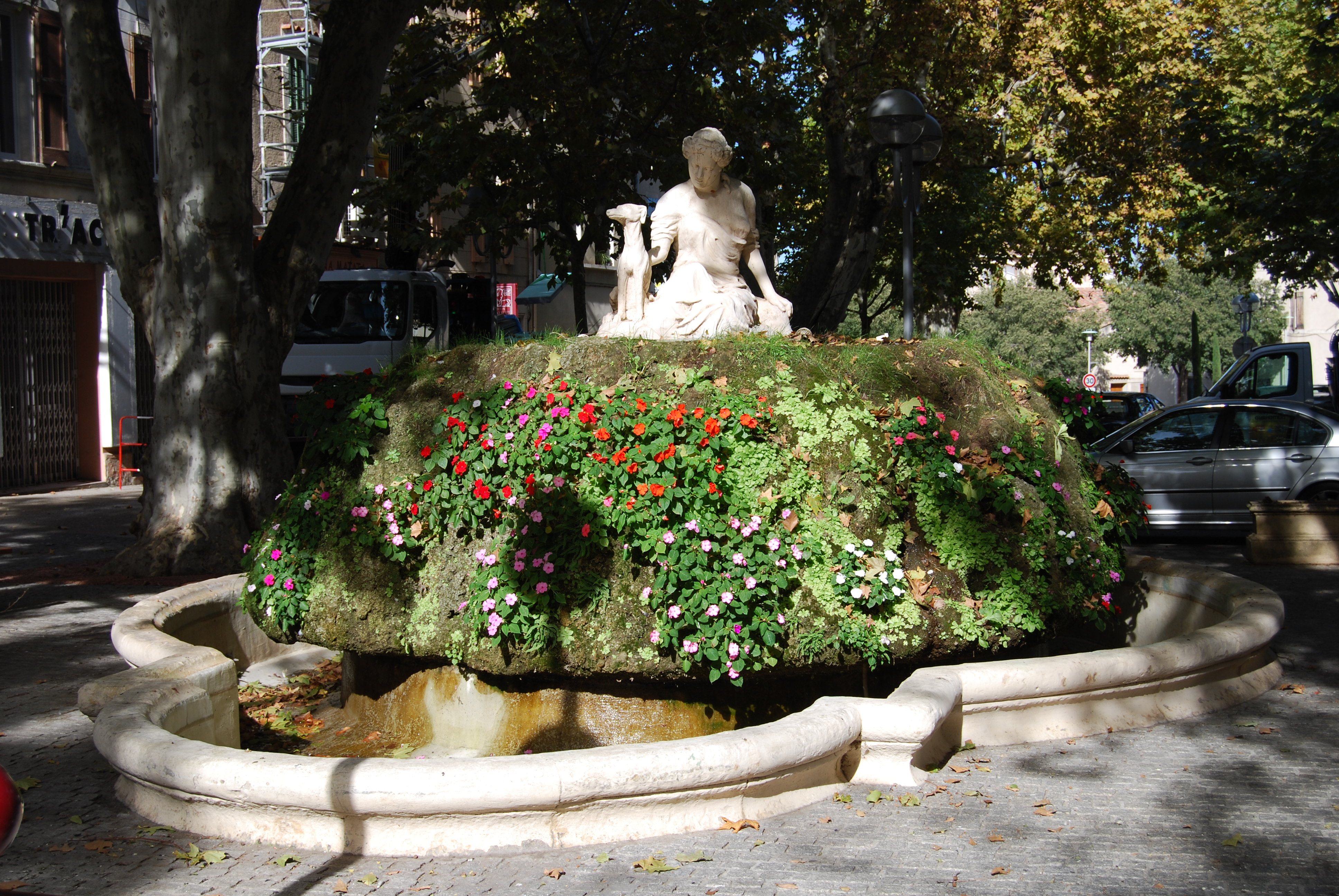
Fontaine de la Diane (2009) ;
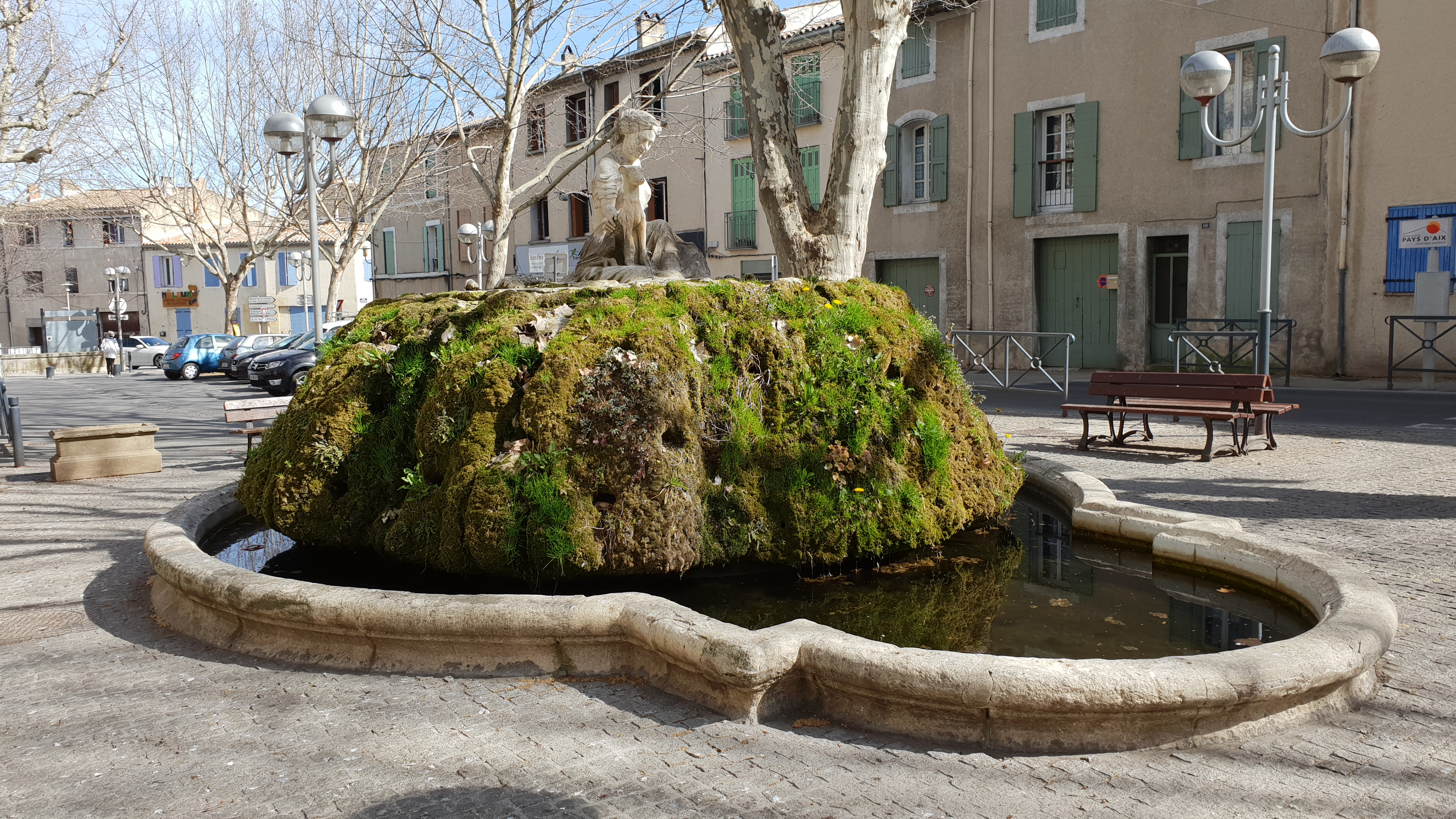
hiver 2019 ;
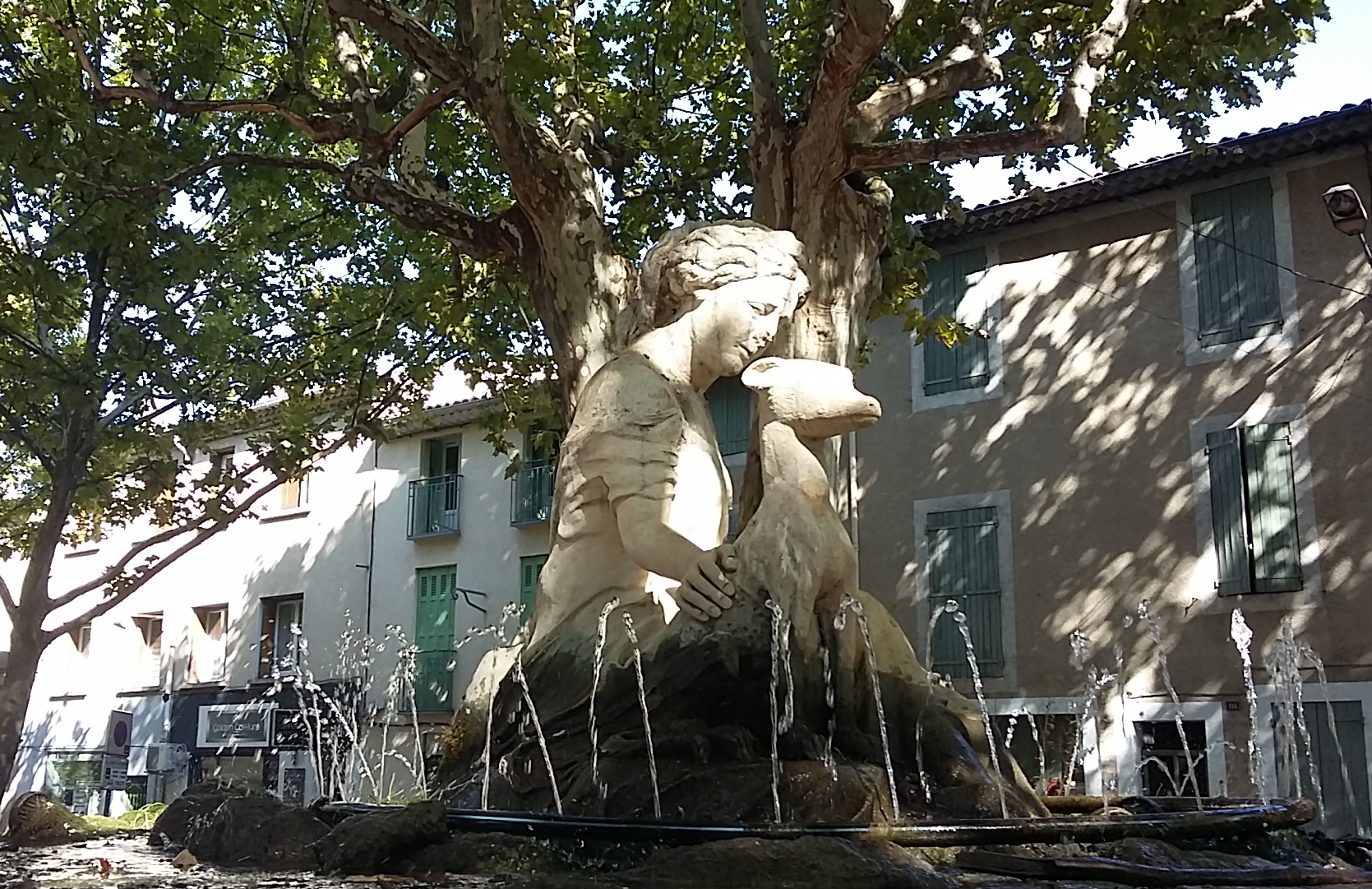
Détail de la statue de Diane et son lévrier (2021).

### Place Saint-Pierre
En 1821, les habitants font construire à leurs frais une fontaine et un lavoir, place Saint Pierre, à partir de l’eau arrivant place Mirabeau.

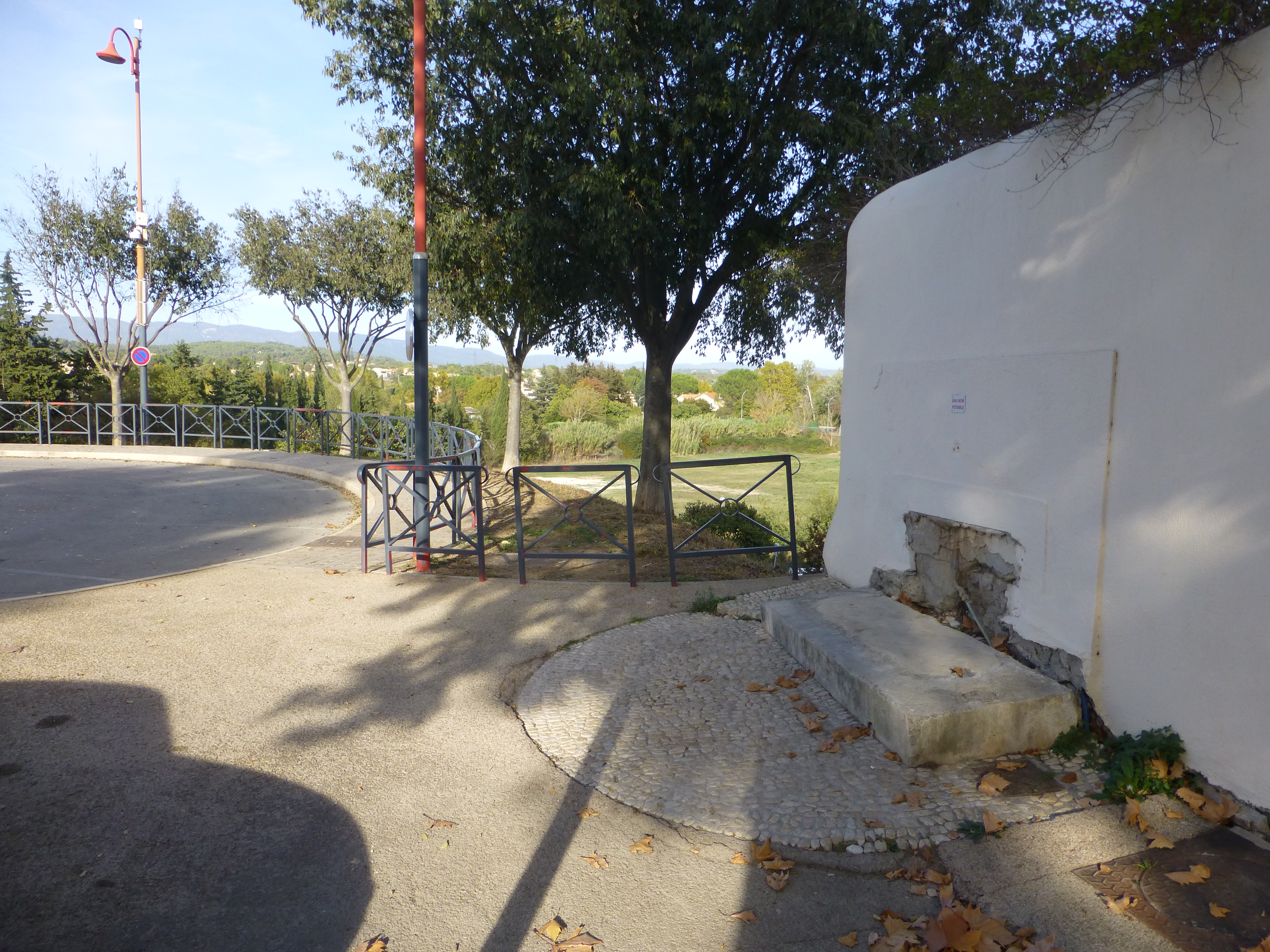
Ancienne fontaine (à l'arrêt) sur les remparts nord, place Saint-Pierre (2022).

### Place Mirabeau
Au tournant du XVIIIe siècle, on découvrit la source du San Clar, très abondante. On put alors mener l’eau à la place du Marché (place Mirabeau) où l’on édifia la fontaine dite «de l’obélisque» en 1703 – car elle portait en son centre un obélisque. Cet obélisque fut remplacé au début du XXIe siècle par la statue de Mirabeau (inaugurée en 2016). Elle est dédiée à Jean-Baptiste Pécout, donateur des sources qui ont permis en cette fin du XIXe siècle l'adduction d'eau potable (à présent non potable).

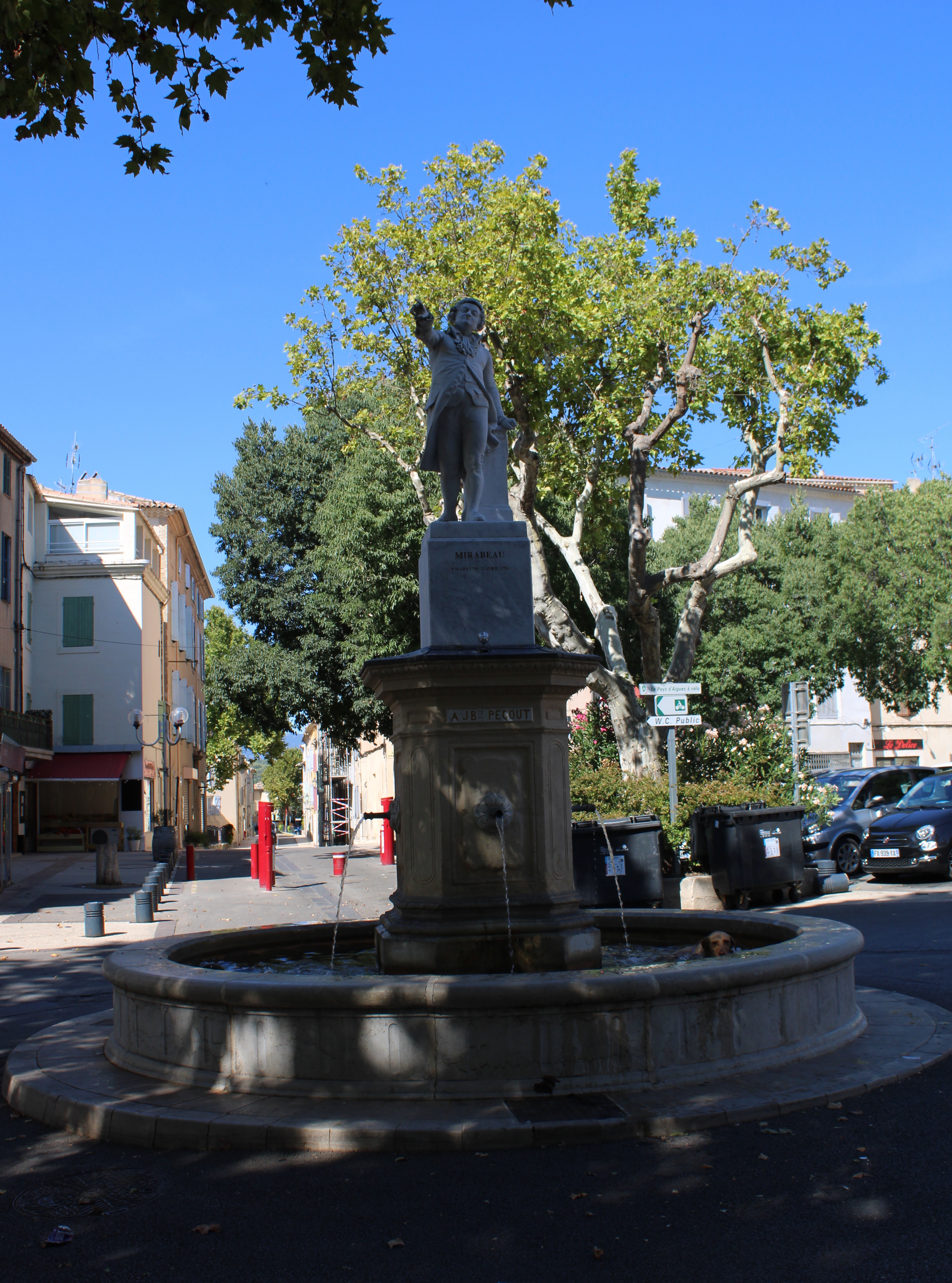
Fontaine Mirabeau (2021) ;
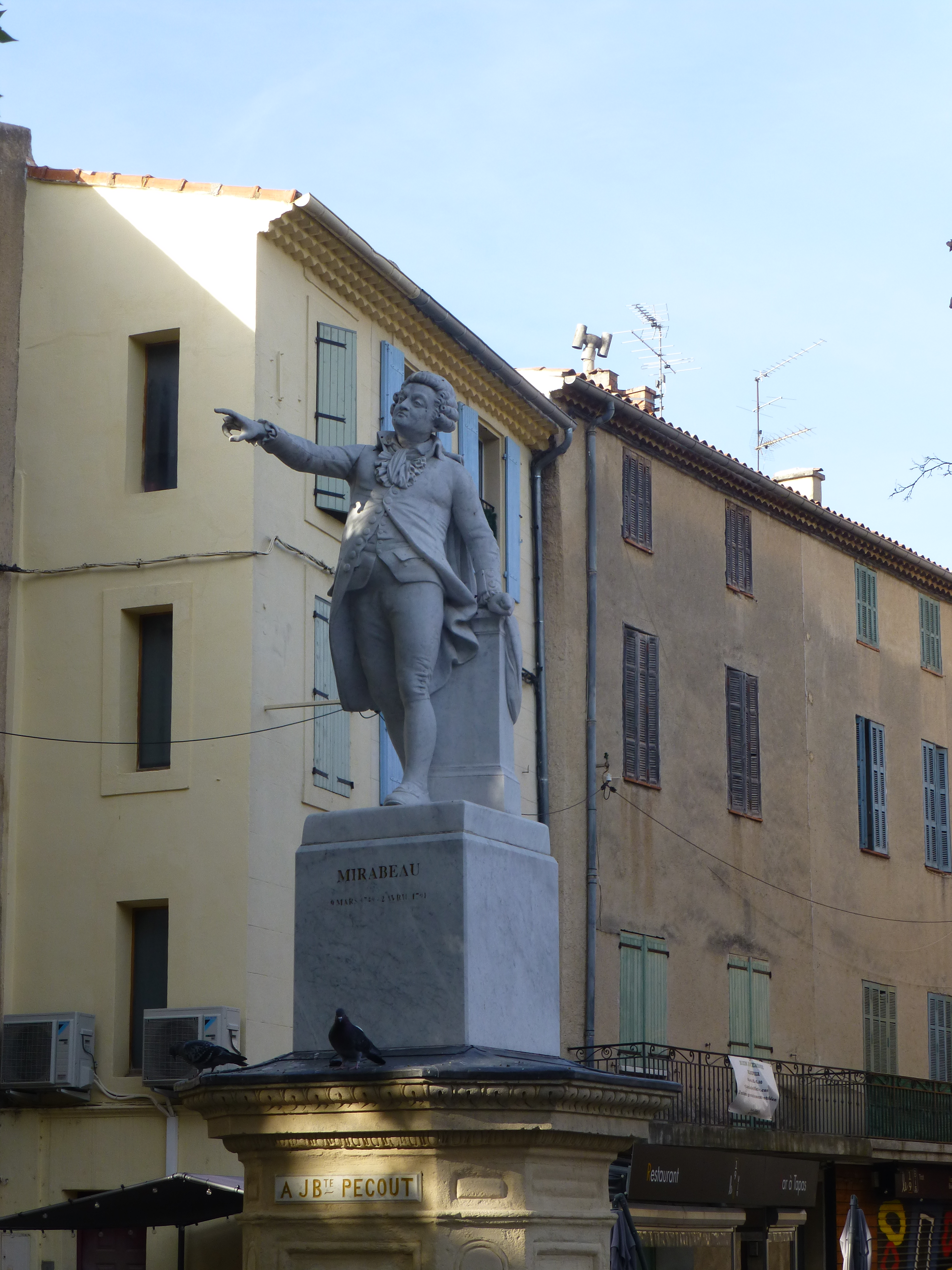
détail (2022).

### Place Jean Jaurès

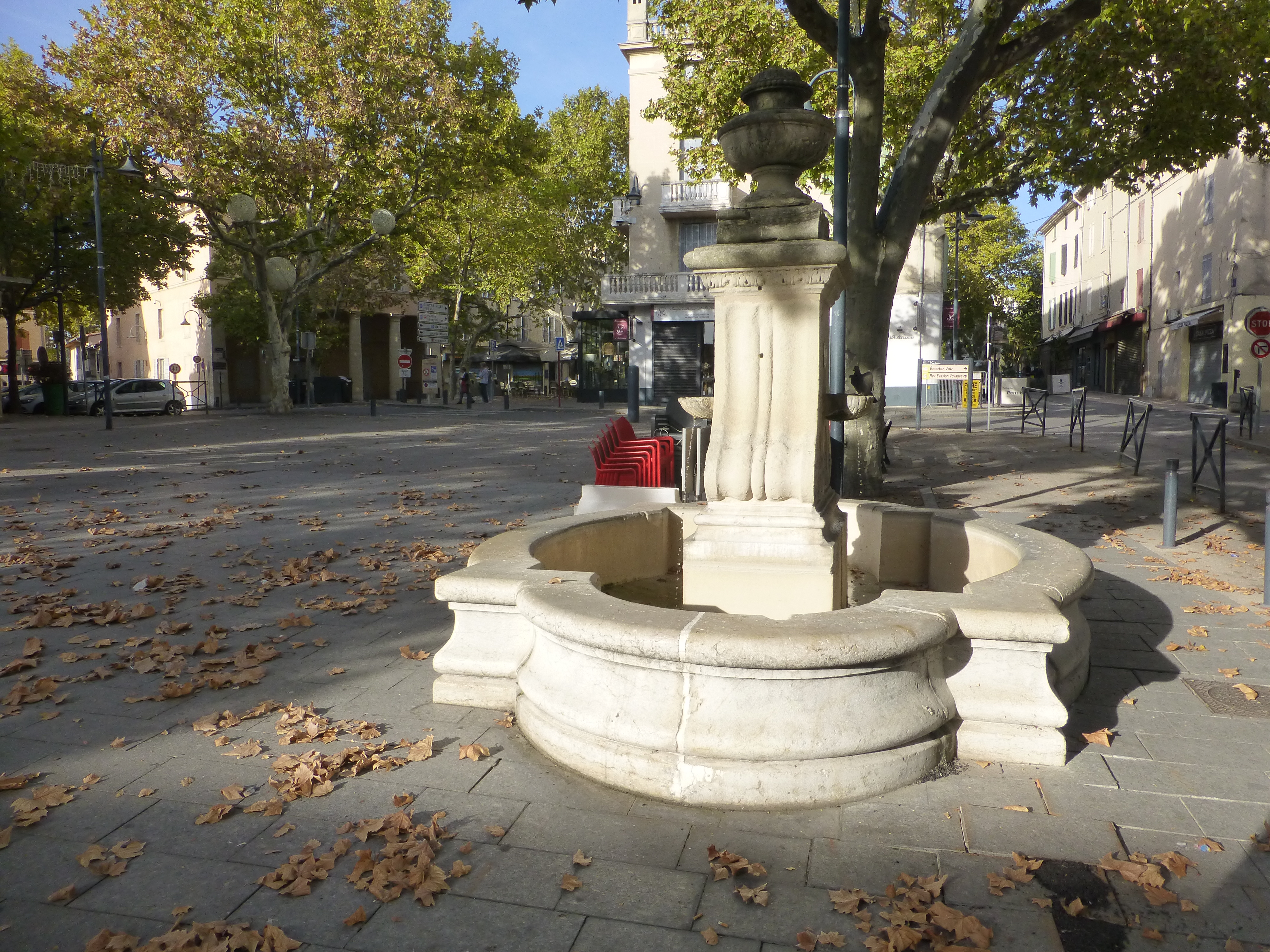
Place Jean Jaurès (2022) ;
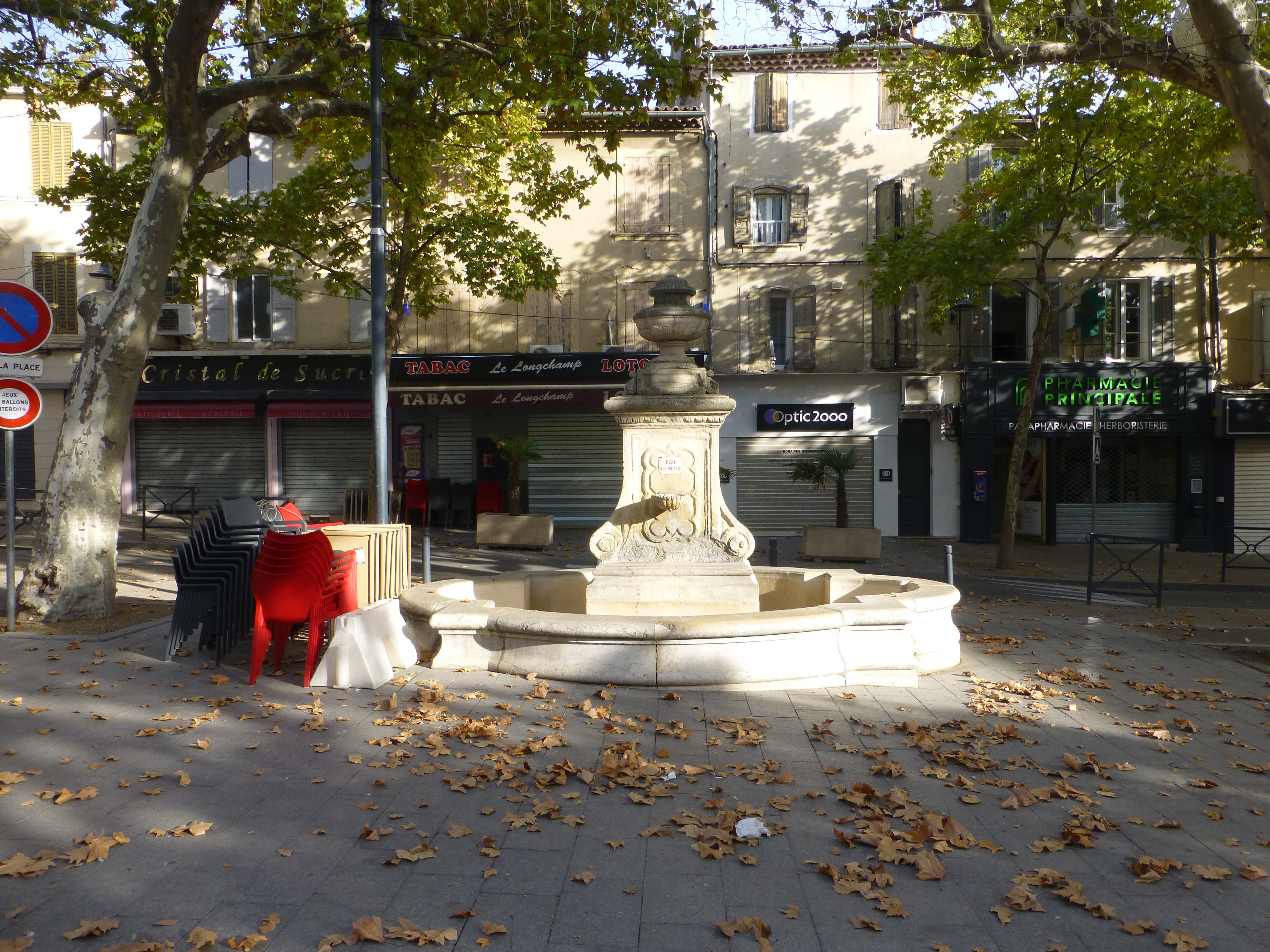
vue générale (2022).

### Cours de la République
- La Fontaine verte: érigée en 1856, elle tire son nom de la couleur de sa vasque en fonte et de sa colonne[7]. On peut observer une inscription à sa base : « À Victor Pellenc, de Pertuis, créateur du Cours ». Jean Joseph Victor Pellenc (1761-1827) ne fut jamais maire mais, charpentier de formation et à la tête de son entreprise, il souhaitait laisser une œuvre durable pour son village. Victor Pellenc n’aura pas vu l’aboutissement mais il avait émis un vœu : que le premier édifice public qui serait édifié sur cette promenade porte son nom.

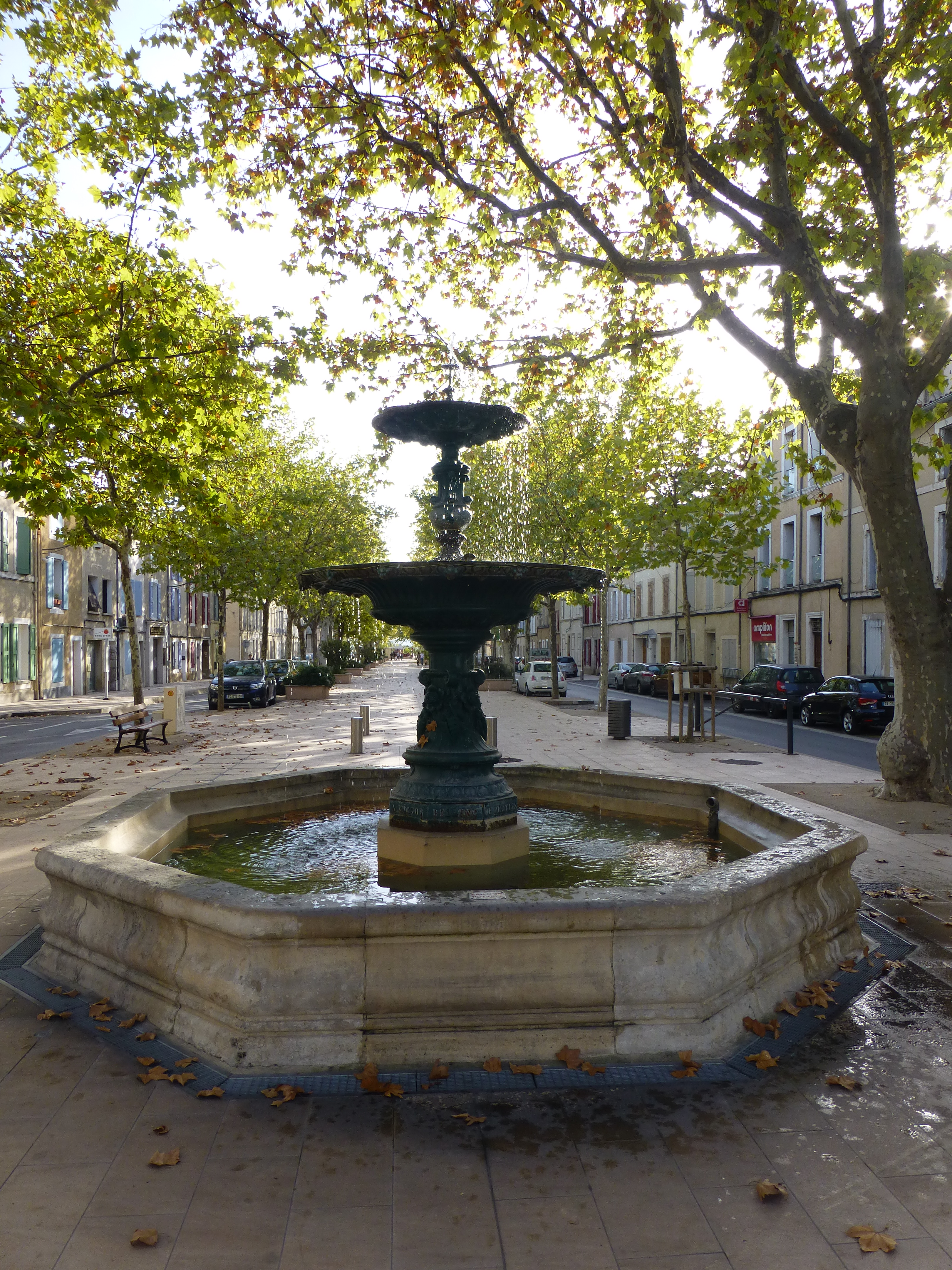
Fontaine verte, Cours de la République (2022) ;
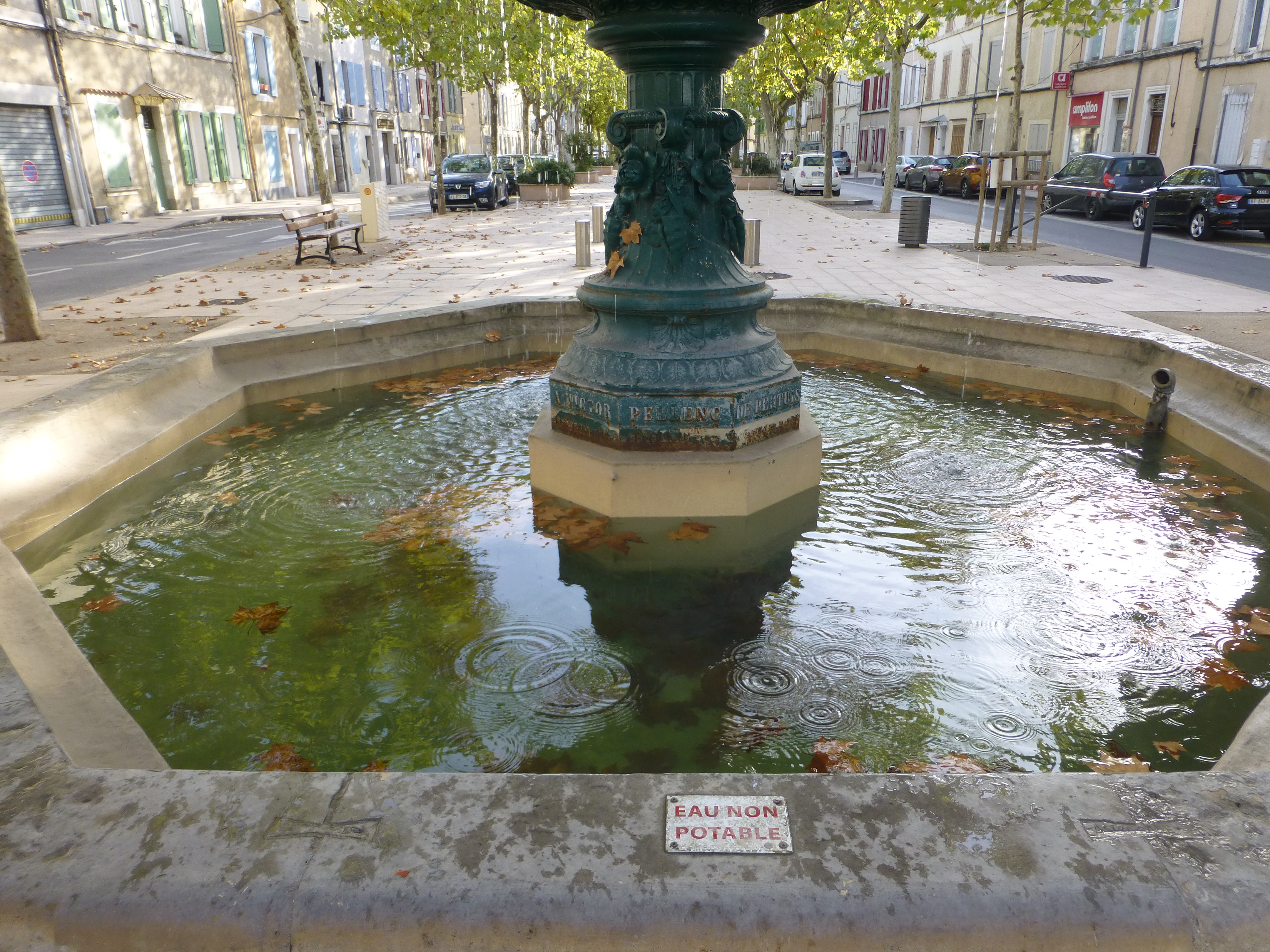
Fontaine Verte (détail, 2022)

- La fontaine Morel, ou des Quatre Saisons, se situe en bas du cours de la République, sur l'Avenue de la Liberté. Réalisée par les architectes Bedos et Chaffard et par le sculpteur Chauvet, elle est érigée en 1862 en l'honneur de François Morel[8], ancien maire de la ville (1832-1853), et Alfred-Henri Morel, maire (1853-1859). Cette fontaine à plan centré à bassin circulaire est ornée d'un pilier cantonné de quatre putti symbolisant les saisons et chevauchant des dauphins, surmonté d'un buste du maire Morel.

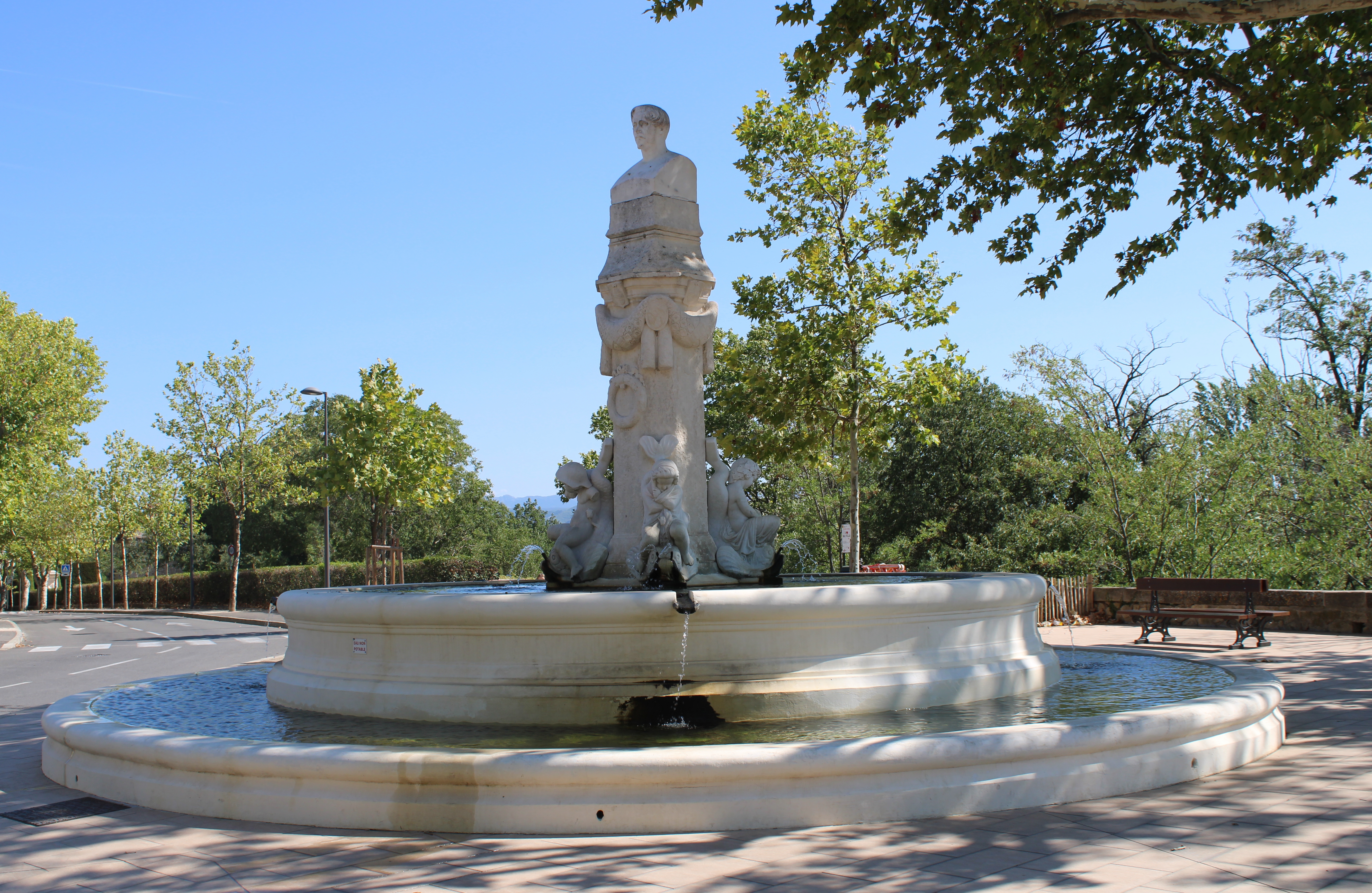
Fontaine des Quatre Saisons (2021)

### Avenue du Maréchal Leclerc
À l'angle de l'Avenue du Maréchal Leclerc et de l'Avenue de la Liberté:

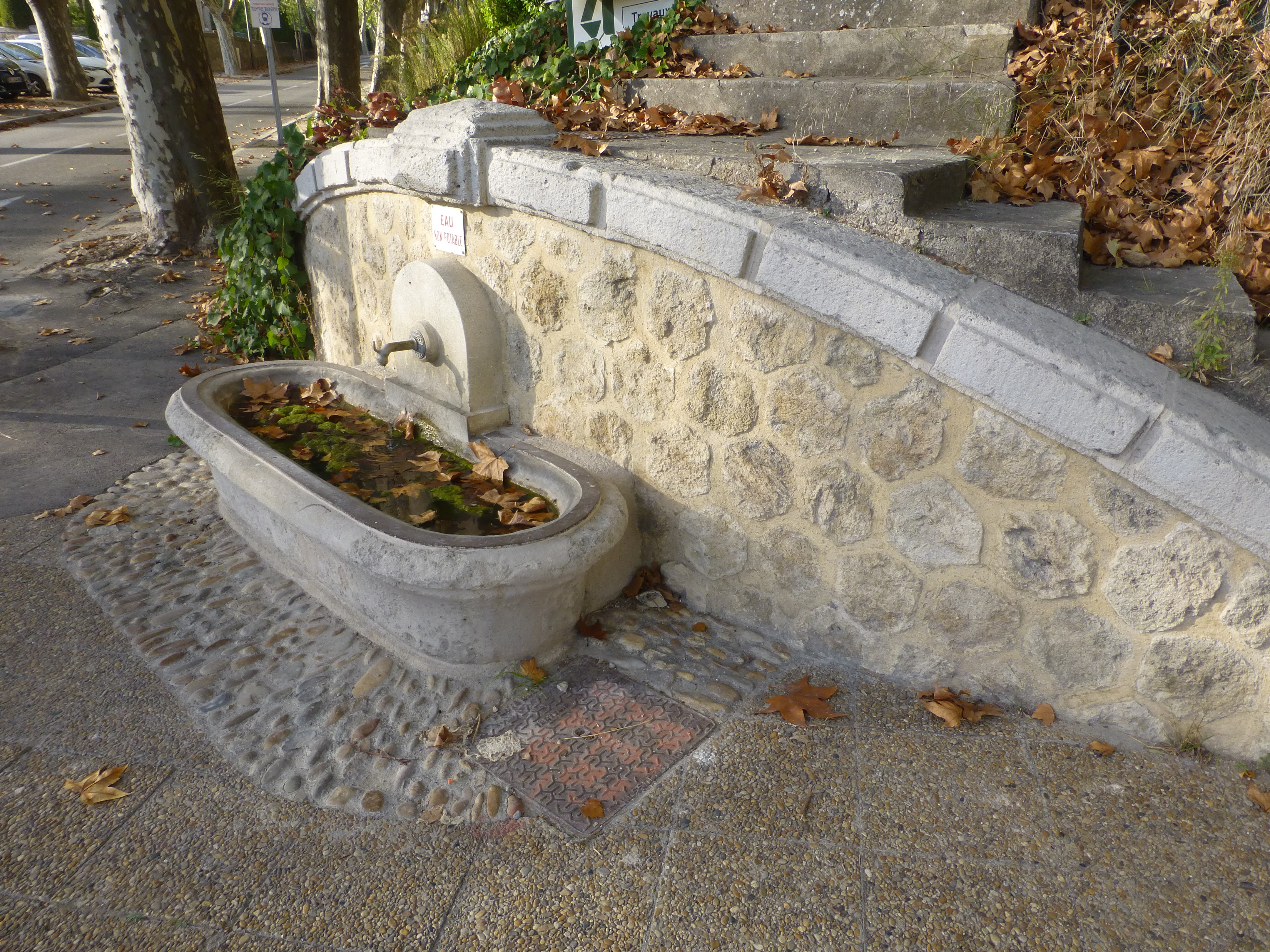
Avec son muret en pierres hexagonales, la fontaine (sans nom ?) fait office de soutènement et d'escalier vers une copropriété (2022) ;
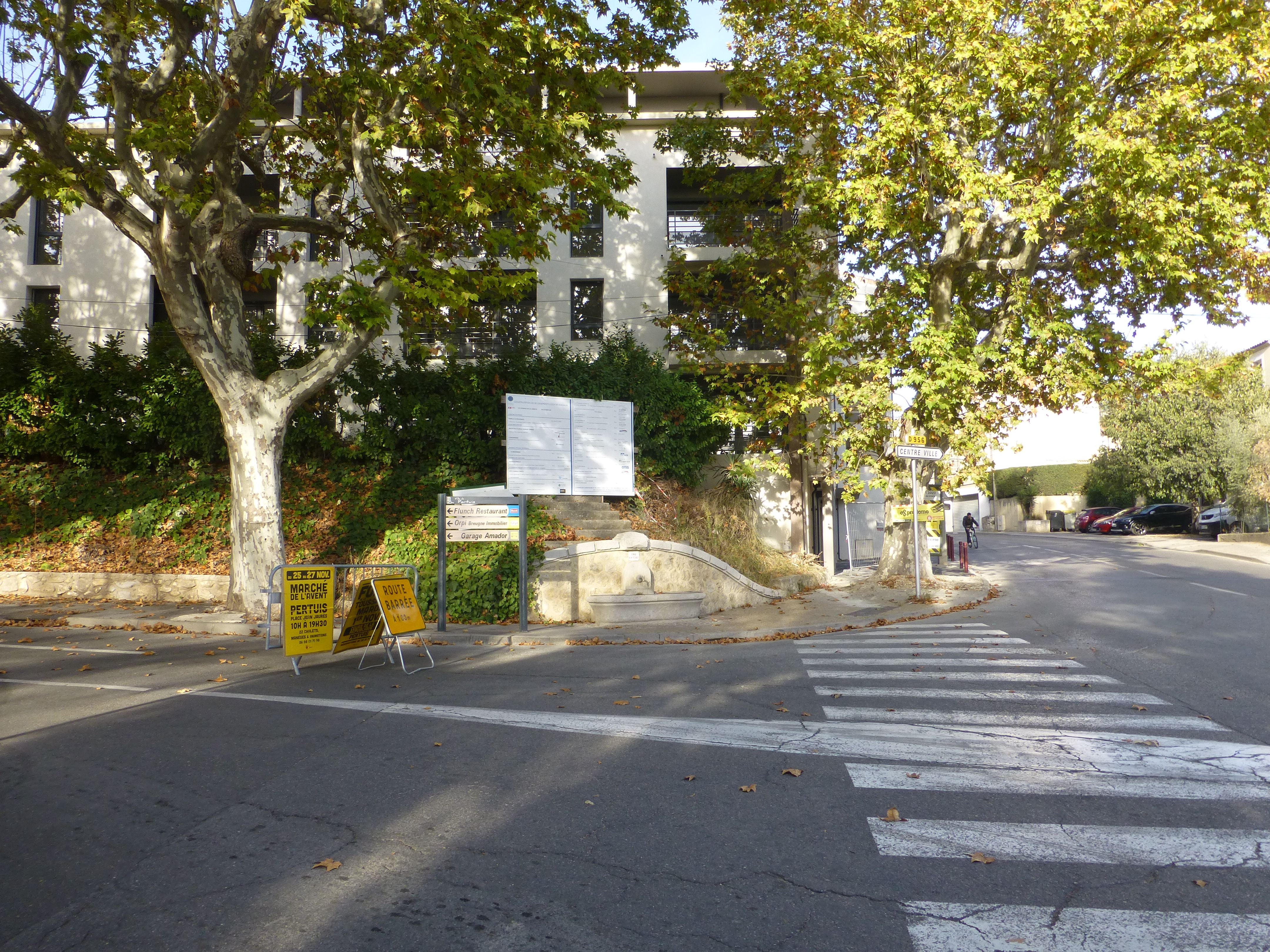
vue générale (2022).

### Castellane
La source de La Castellane – excentrée à l'est du village (chemin de la Burlière) – coule régulièrement, même en période de sécheresse. Elle est aménagée en lavoir depuis le XVIIIe siècle.

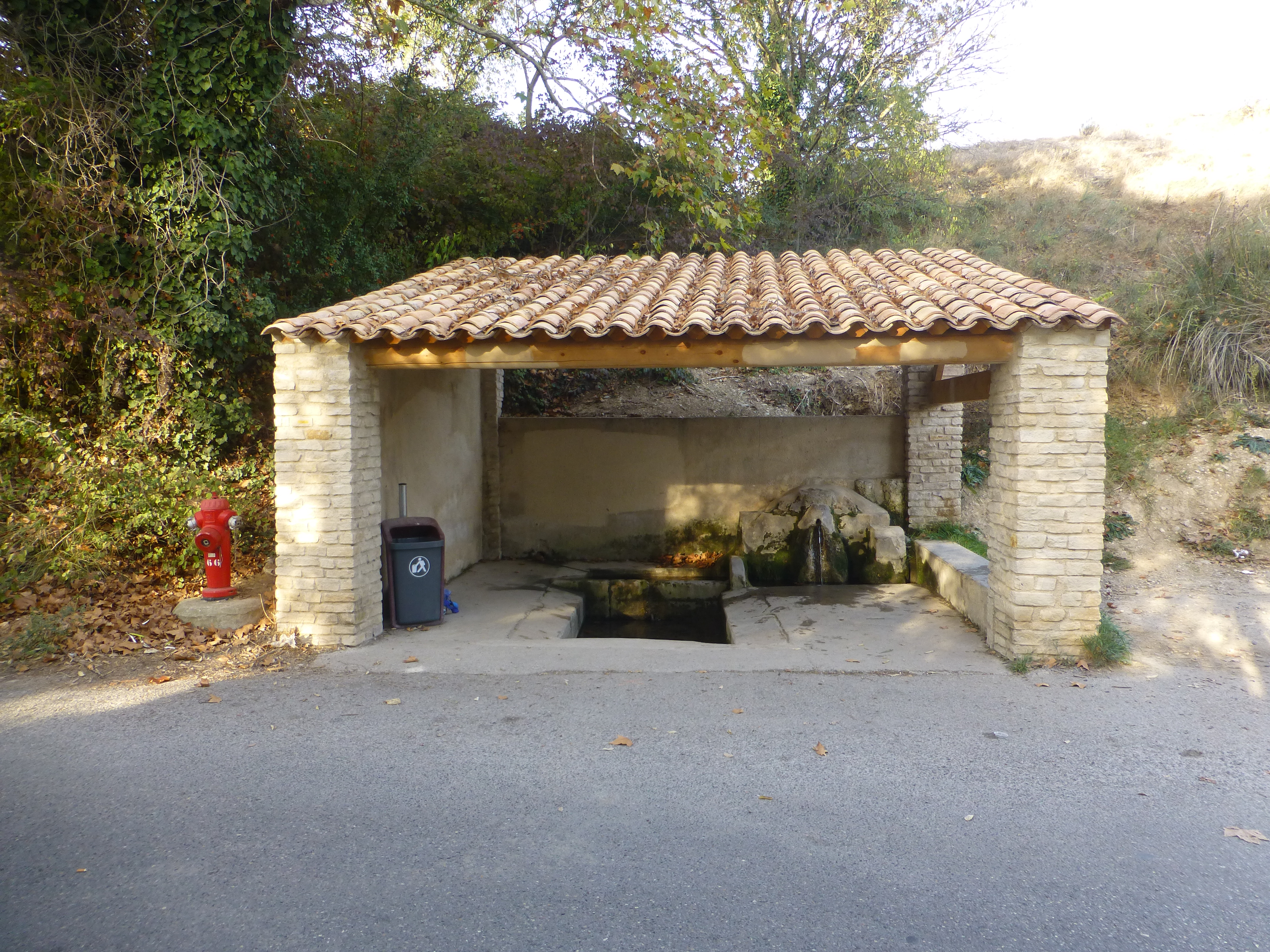
Source et lavoir du lieu-dit La Castellane (2022) ;
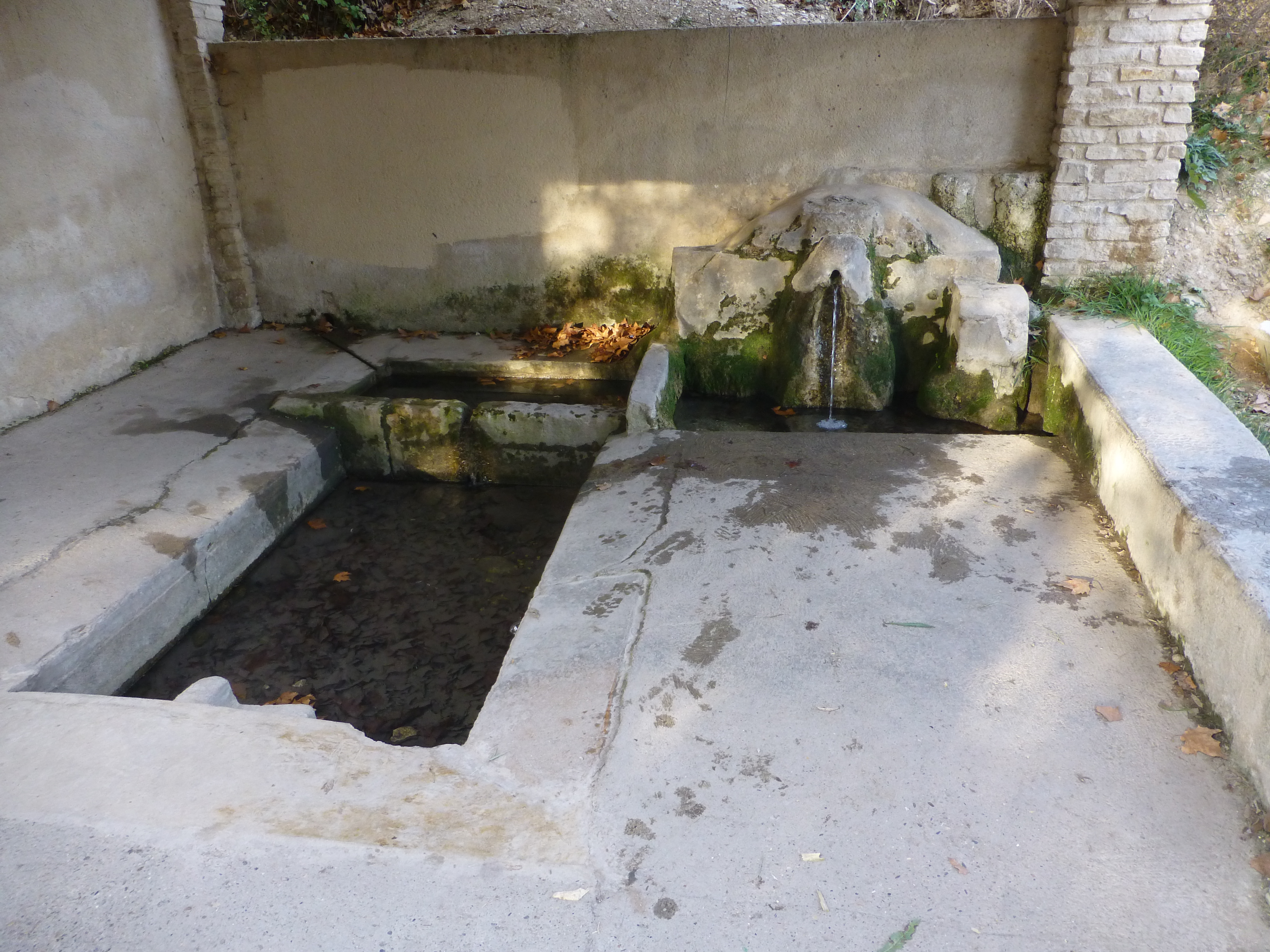
vue rapprochée (2022).

## Pages liées
- Parc naturel régional du Luberon
- Métropole d'Aix-Marseille-Provence